# Solanum pimpinellifolium
Solanum pimpinellifolium L. è una specie selvatica di pomodoro originaria dell'Ecuador e del Perù, ma naturalizzata altrove, come nelle Galápagos. I suoi piccoli frutti sono commestibili, e viene comunemente coltivato nei giardini come pomodoro antico, anche se è considerato selvatico, piuttosto che addomesticato come il Solanum lycopersicum.  Il suo genoma è stato sequenziato nel 2012.

## Coltivazione

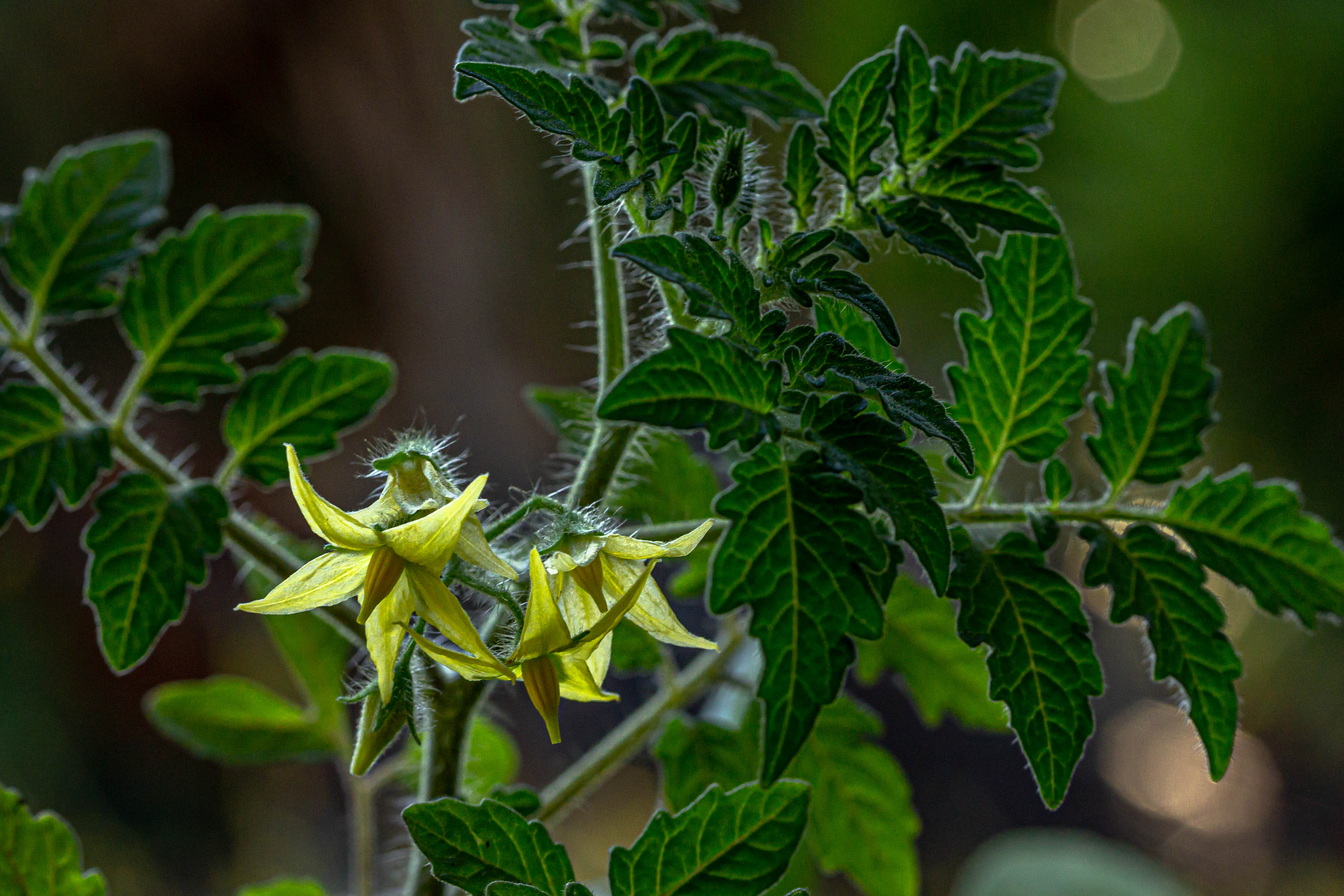
Fiori di pomodoro selvatico

Si ibrida col pomodoro domestico. Esistono varietà annuali, biennali e perenni. È una specie importante nella coltivazione dei pomodori.
La sua parentela coi pomodori e la capacità di incrociarsi liberamente con essi ha permesso di utilizzarlo per l'introduzione di tratti di resistenza alle malattie nelle varietà di pomodoro, nonché nello studio del controllo genetico dei tratti come la forma e le dimensioni del frutto. Contiene quantità maggiori di licopene, vitamina C e acidi fenolici, oltre a una capacità antiossidante maggiore rispetto a Solanum lycopersicum. Il suo genoma di 900 Mb differisce da quello del pomodoro per lo 0,6% di coppie di basi; in confronto, entrambi differiscono dalla patata (da cui si sono separati 7,3 milioni di anni fa) per l'8% di basi.
Considerato l'antenato dei pomodori domestici, è apprezzato perché integra il pool genetico limitato del pomodoro domestico. A causa dello sviluppo agricolo, il pomodoro ribes sta diventando meno diffuso nel suo areale nativo. Inoltre, la raccolta dei semi è ostacolata da problemi con la Convenzione sulla diversità biologica.